# Cristina Tàrrega
Pour les articles homonymes, voir Tàrrega (homonymie).
Cristina Tárrega, née en 1967 à Valence, est une présentatrice espagnole de télévision.
Elle étudie le journalisme et commence à travailler pour la radio. Elle est mariée avec le joueur de football Mami Quevedo et ils ont un fils.

## Radio
- Radio Intercontinental
- Cadena 40 Principales
- Onda Cero
- Cadena Dial, La caña que llevas dentro (1994)
- Cadena SER, El gusto es mío.

## TV
- 1995: Programme tarurin de Canal+
- 1995: En casa con Rafaella avec Raffaella Carrà, Telecinco
- 1997-1999: Sola en la ciudad, Telemadrid
- 1999: Cristina, amiga mía, Antena 3
- 1999: Los comunes, réalisé par Jesús Hermida, Antena 3
- 1999: Póker de damas, Antena 3
- 1999: Crónicas marcianas, Telecinco
- 2000: Hablemos claro, Canal Sur
- 2000: Qué calor, Canal Sur
- 2000-2001: Debat Obert, Canal Nou
- 2003: Día a día, réalisé par María Teresa Campos, Telecinco
- 2003: Mirando al mar, Antena 3
- 2004: Cada día, por María Teresa Campos, Antena 3
- 2005: Vive la vida, Telemadrid
- 2006-2008: Territorio Comanche, Telemadrid
- 2007-2008: Gent de Tàrrega, Canal 9

## Films
- Torrente 2: Misión en Marbella, de Santiago Segura, 2001